# Zorzines hollowayi
Zorzines hollowayi är en fjärilsart som beskrevs av Sato 1990. Zorzines hollowayi ingår i släktet Zorzines och familjen nattflyn. Inga underarter finns listade i Catalogue of Life.